# Ракета земя – земя
Ракетите тип земя – земя са вид управляеми ракети, предназначени да унищожават наземни цели.
Те се изстрелват от залпови установки, ракетни силози, влакове, танкови установки или преносими зенитно-ракетни комплекси. Има два вида ракети земя-земя – управляеми (например BGM-71 TOW и 3М11 Фаланга) и неуправляеми (като РПГ-7).
Според предназначението си се делят на няколко групи:
- балистични (летят високо в небето по балистична траектория)
  - тактически (с обсег, по-малък от 600 km, служат за унищожаване предимно на вражески военни обекти и войскови формирования)
  - стратегически
    - С малък обсег (от 600 до 1300 km)
    - Със среден обсег (от 1300 до 4800 km)
    - С голям обсег (от 4800 до 5500 km)
    - Междуконтинентални балистични ракети (МКБР) (с обсег от 5500 km или повече)
- крилати (летят по ниска траектория и с обсег най-често от 2500 km)
- противотанкови (най-често с обсег от около 5 km)
- противокорабни (най-често с обсег от около 130 km)